# العلاقات البالاوية البنينية
العلاقات البالاوية البنينية هي العلاقات الثنائية التي تجمع بين بالاو وبنين.

## مقارنة بين البلدين
هذه مقارنة عامة ومرجعية للدولتين:
| وجه المقارنة                                              | بالاو                         | بنين            |
| --------------------------------------------------------- | ----------------------------- | --------------- |
| المساحة (كم2)                                             | 465                           | 114.76 ألف      |
| عدد السكان (نسمة)                                         | 21.73 ألف                     | 11.18 مليون     |
| الكثافة السكانية (ن./كم²)                                 | 4.67 ألف                      | 97.42           |
| العاصمة                                                   | نغيرولمود، كورور              | بورتو نوفو      |
| اللغة الرسمية                                             | لغة إنجليزية، اللغة البالاوية | لغة فرنسية      |
| العملة                                                    | دولار أمريكي                  | فرنك غرب أفريقي |
| الناتج المحلي الإجمالي (بليون دولار)                      | 291.54 مليون                  | 9.27 مليار      |
| الناتج المحلي الإجمالي (تعادل القوة الشرائية) بليون دولار | 326.12 مليون                  | 22.38 مليار     |
| الناتج المحلي الإجمالي الاسمي للفرد دولار أمريكي          | 13.50 ألف                     | 762             |
| الناتج المحلي الإجمالي للفرد دولار أمريكي                 | 14.76 ألف                     | 2.03 ألف        |
| مؤشر التنمية البشرية                                      | 0.780                         | 0.480           |
| رمز المكالمات الدولي                                      | +680                          | +229            |
| رمز الإنترنت                                              | .pw                           | .bj             |
| المنطقة الزمنية                                           | ت ع م+09:00                   | ت ع م+01:00     |

## منظمات دولية مشتركة
يشترك البلدان في عضوية مجموعة من المنظمات الدولية، منها:
| علم المنظمة | اسم المنظمة                                 | تاريخ انضمام بالاو | تاريخ انضمام بنين |
| ----------- | ------------------------------------------- | ------------------ | ----------------- |
|             | مؤسسة التنمية الدولية                       | 16 ديسمبر 1997     | 16 سبتمبر 1963    |
|             | يونسكو                                      | 20 سبتمبر 1999     | 18 أكتوبر 1960    |
|             | وكالة ضمان الاستثمار متعدد الأطراف          | 16 ديسمبر 1997     | 26 سبتمبر 1994    |
|             | الأمم المتحدة                               | 15 ديسمبر 1994     | 20 سبتمبر 1960    |
|             | مجموعة دول أفريقيا والكاريبي والمحيط الهادئ | ?                  | ?                 |
|             | البنك الدولي للإنشاء والتعمير               | 16 ديسمبر 1997     | 10 يوليو 1963     |
|             | منظمة حظر الأسلحة الكيميائية                | ?                  | ?                 |
|             | مؤسسة التمويل الدولية                       | 16 ديسمبر 1997     | 5 فبراير 1987     |

## وصلات خارجية
- موقع وزارة الخارجية البنينية